# Ganzourgou
O Ganzourgou é uma província de Burkina Faso localizada na região de Plateau-Central. Sua capital é a cidade de Zorgho.

## Departamentos

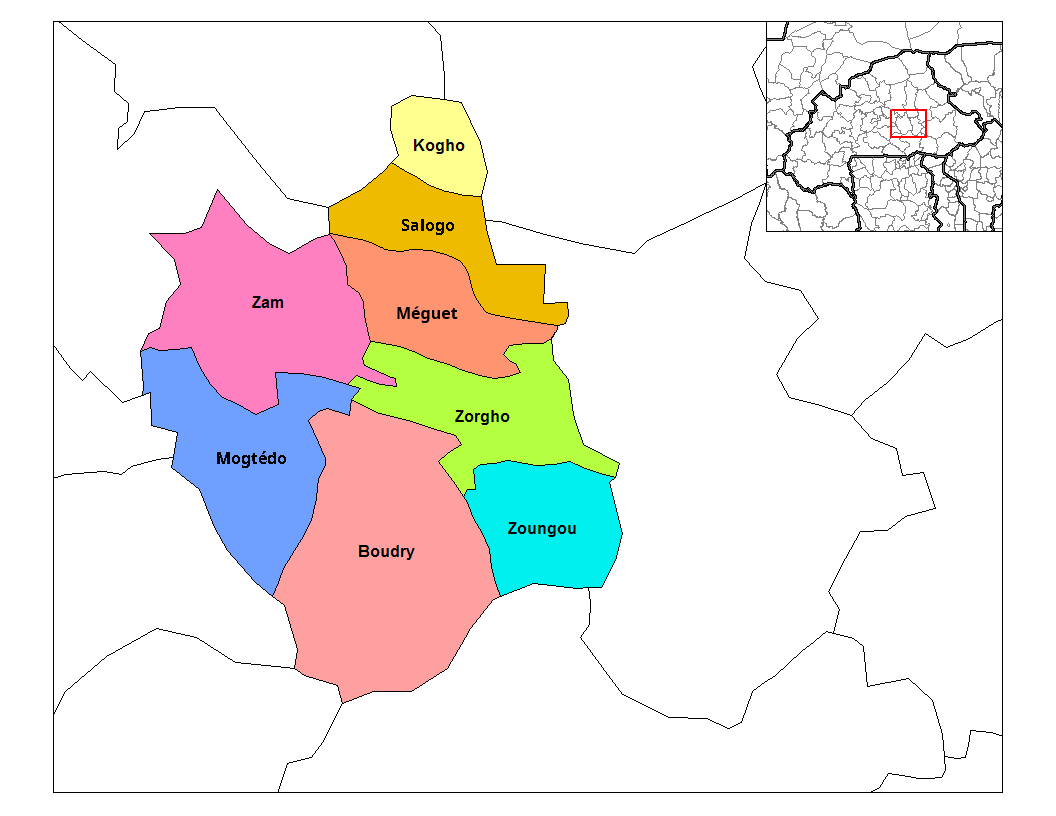
Localização dos diversos departamentos da província do Ganzourgou, Burkina Faso

A província do Ganzourgou está dividida em oito departamentos:
- Boudry
- Kogho
- Méguet
- Mogtédo
- Salogo
- Zam
- Zorgho
- Zoungou